# حباك بيرترام
حباك بيرترام أو حباك بيرتراند (الاسم العلمي: Ploceus bertrandi) نوع من الطيور الصغيرة من فصيلة الحباك، متوطن في مالاوي، موزمبيق، تنزانيا وزامبيا.